# Loga vas
Loga vas (nemško: Augsdorf) je naselje v občini Vrba ob Vrbskem jezeru na Južnem Koroškem. Leži v Gurah, na rahli vzpetini tik ob južni obali Vrbskega jezera. Še na začetku 20. stoletja je bila Loga vas poseljena s skoraj izključno slovenskim prebivalstvom in šteje za eno od najsevernejših občin, ki je na koroškem plebiscitu leta 1920 glasovala za združitev z matičnim narodom. Danes je Loga vas del dvojezičnega ozemlja in sedež istoimenske dvojezične katoliške župnije. Po popisu iz leta 2024 ima 461 prebivalcev.

## Zgodovina in prebivalstvo
Loga vas je bila vse od časov slovenske srednjeveške kneževine Karantanije del strnjenega slovensko govorečega ozemlja Južne Koroške in več ali manj delila njegovo usodo. Kot samostojna občina nastane leta 1866, ko se od občine Vrba odcepijo katastrske občine Loga vas, Dole, Tmara vas, Šentilj, Črešnje, Kostanje, Loče in Lipa. Leta 1889 se od občine Loga vas odcepita katastrski občini Kostanje in Črešnje, obe ležeči na severni strani Vrbskega jezera, in ustanovita lastno občino Kostanje. Leta 1902 se občinsko ozemlje še nadalje razcepi, tako da nova občina Loga vas zajema kraje Loga vas, Šentilj in Loče, samostojno občino pa ustanovijo Lipa, Tmara vas in Dole. 
Po zadnjem Avstro-Ogrskem popisu prebivalstva iz leta 1910 je okoli 93% prebivalcev takratne občine Loga vas navedlo slovenščino kot svoj vsakdanji pogovorni jezik.
| Občina            | Število slovensko govorečih 1910 | Število nemško govorečih 1910 |
| ----------------- | -------------------------------- | ----------------------------- |
| Loga vas/Augsdorf | 1221 (93%)                       | 85 (7%)                       |

Po koncu 1. svetovne vojne in razpadu Avstro-Ogrske monarhije se ozemlje Južne Koroške, s tem pa tudi Loga vas, ki leži blizu jezikovne meje, znajde sredi bojev med slovenskimi in nemško-nacionalnimi silami. Celotna obala Vrbskega jezera je v tem času še večinsko slovensko govoreča, zato je vprašanje nadaljnje politične pripadnosti ozemlja zelo žgoče. Na plebiscitu leta 1920 občina Loga vas večinsko glasuje za združitev z matičnim narodom (57% za Kraljevino Jugoslavijo, 43% za Avstrijo). 
Kmalu po plebiscitu, leta 1924, je bila občina Loga vas v celoti ponovno priključena občini Vrba, in od takrat je njen sestavni del.

## Gospodarstvo
Gospodarski razvoj Loge vasi, kakor tudi celotne obale Vrbskega jezera, je v zadnjih 150 letih najmočneje zaznamoval razmah množičnega turizma, ki je domačinom ponudil mnoge nove priložnosti, hkrati pa močno spremenil jezikovno in gospodarsko podobo kraja. Čeprav sta poljedelstvo in kmetijstvo še vedno izredno pomembni panogi za domače prebivalstvo, so se zaradi bližine Vrbskega jezera odprle možnosti zaposlovanja v turizmu in drugih storitvenih dejavnosti, hkrati pa lahko dostopna moderna infrastruktura med Celovcem in Beljakom omogoča dnevne migracije na delo v obe največji koroški mesti in okolico.